# Camino romano a los dioses
El Camino romano a los dioses (del italiano: Via romana agli dei) o también denominado romanismo es la reconstrucción moderna del antiguo culto de la península itálica a los dioses del panteón romano. Este culto es practicado principalmente en Italia por algunos centenares de personas reunidas en una pluralidad de asociaciones al cual va adjunto un número no precisado de "paganos libres", practicantes, que no se adhieren a ningún grupo o se consideran simples simpatizantes de los grupos ya existentes. Pequeños grupos existen también en otros países europeos y una presencia más consistente se encuentra en Estados Unidos.

## Culto
La religiosidad romana es de tipo politeísta, sin embargo, algunos grupos enfatizan sobre la unidad de fondo de lo Divino. Esta religiosidad romana es cultivada exclusivamente en un ámbito privado (familiarmente y/o comunitariamente). Siendo la antigua religión de Roma una religión de estado, el culto público en el sentido estricto aparece al momento impracticable, por lo que es necesario restaurar la Res publica, es decir, el estado romano tradicional. El concepto fundacional del culto público es la Pax Deorum, es a saber el pacto entre los Dioses y la comunidad humana jurídicamente establecido. El concepto, transferido al ámbito privado, designa el pacto no escrito entre los creyentes y la propias divinidades, pacto que viene establecido y mantenido a través del culto.
El culto, siguiendo el antiguo calendario romano, tiene un modelo sacral tradicional preestablecido. La diferencia más importante con la religión romana antigua es que los sacrificios no son practicados, siendo los Dioses honrados con ofrendas de perfumes, vino, vegetales y manjares. 
Cada individuo adulto es sacerdote de sí mismo y venera primeramente a su Genio (o su Iuno en el caso de las mujeres), los Lares (protectores de la familia) y los Penates (protectores de la despensa de la casa). Estas divinidades se consideran como protectoras de la familia y la comunidad. En segundo lugar se venera a las divinidades a las cuales son consagrados los diferentes festivales del año calendárico. 
Las ocasiones rituales importantes son: los momentos de pasaje de la vida (nacimiento, pubertad, matrimonio y muerte), las festividades ordinarias del año, las tres piedras angulares del mes (Calendas, Nonas, Idus), los solsticios son por lo general celebrados comunitariamente.

## Historia
Al interior del actual ambiente pagano romano está presente la idea de que la interrupción de la Pax Deorum (paz de los hombres con los dioses) surgió con la abolición de la religión romana y sus leyes por orden de Teodosio en el año 394 d. C. Además prohibió el culto privado y su restablecimiento. La tradición cultural romana en realidad nunca ha venido a menos, sino que ha sido conservada al interior de algunas familias importantes que la han guardado secretamente hasta hoy, constituyendo así un centro sacral oculto, que en ciertos periodos favorables de la historia ha tenido una gran transparencia e influencia en la realidad de Italia, tanto que en algunos ambientes se habla del mito de las tres "R": Romanidad, Renacimiento y Resurgimiento.
La circunstancia histórica más explícita y significativa, es esa que ve surgir en Roma, alrededor de la mitad del siglo XIV, la Academia Romana de Pomponio Leto, de la cual es notable la celebración del 21 de abril (nacimiento de Roma) y por la evidencia arqueológica de algunas inscripciones descubiertas en el siglo XVIII, la restauración del pontificado máximo pagano y la detención del mismo Leto. Tal academia fue disuelta por el papa Paulo II en 1468 y sus miembros encarcelados o perseguidos.
Entre los siglos XVIII y XIX el intento de proponer la adopción de algunas formas rituales pagano-romanas al nuevo Estado nacional, libre de la presión clerical, será propuesto por el arqueólogo Giacomo Boni y los ambientes esotéricos de la capital, culminando en 1923 en la entrega de una insignia ritual a Mussolini y en la sacra representación pública de la tragedia Rumon de Roggero Musmeci Ferrari Bravo.

## Época actual
El primer manifiesto pagano, en sentido romano-itálico, de la Italia contemporánea se puede considerar el artículo "Imperialismo Pagano", publicado por el esoterista Arturo Reghini en la revista La Salamandra en 1914. Discípulo del maestro pitagórico Amedeo Armentano - exponente de una cadena iniciática pagana que se quería suplemento hasta tiempos modernos desde la antigüedad. Reghino dio vida después de la Primera Guerra Mundial a la revista esotérica Atanór (1924) e Ignis (1925), en las cuales propone al fascismo el objetivo de realizar el imperialismo pagano.
En 1927, el mismo Reghini con el joven filósofo y esoterista Julius Evola, dan vida en Roma a una cadena mágica, el Gruppo di Ur (Grupo de Ur) y a la correspondiente revista Ur (1927-1928). En Ur, en 1928, siempre Reghini, con el pseudónimo Pietro Negri publica el ensayo Della tradizione occidentale, que puede ser considerado el manifiesto de la espiritualidad pagano-romana del siglo XX, así como el artículo Imperialismo Pagano del mismo Reghini, junto al más conocido libro del mismo título publicado por Evola en 1929 con el fin de combatir el Concordato de Mussolini entre estado e iglesia. Estos son considerados manifiestos del siglo XX del paganismo político italiano.
Destruida en 1928 la asociación Evola-Reghini, el primero continuará en 1928 la revista Ur con el nombre Krur. En Krur aparecerá un misterioso documento, proveniente de ambientes herméticos de Roma y firmado por Ekatlos, contiene la explícita afirmación que la victoria italiana en la Primera Guerra Mundial y el advenimiento sucesivo del fascismo fue propiciado, si no determinado, por algunos ritos paganos etrusco-romanos.
El reclamo público de la espiritualidad precristiana de Roma en los años sucesivos hasta el final del fascismo, será obra casi únicamente de Julius Evola. De los ambientes juveniles girantes en torno al filósofo romano reemergerá, en los umbrales de los años setenta, un interés "operativo" por la romanidad pagana y por la misma experiencia del Grupo de Ur. En Roma, Nápoles y Mesina nace y se desarrolla el Gruppo dei Dioscuri del cual se excusaron pronto los trazos visibles y del cual Evola mismo tenía conocimiento, algunas indiscreciones los dan todavía hoy activo sobre todo en la región de Campania. El grupo antes de perder su visibilidad publica una serie de cuatro fascículos con los títulos: L'impeto della vera cultura, Le due Razze, Phersu maschera del Nume e Rivoluzione Tradizionale e Sovversione. Un vivo interés por la religión de Roma emerge también en la revista evoliana Arthos (fundada en Génova en 1972), dirigida por Renato del Ponte, a quien se deben libros prestigiosos como Dei e miti italici (1985) y La religioni dei Romani (1993).
Del 1984 al 1986, entre Calabria y Sicilia, se vuelve a manifestar también la Asociación Pitagórica - «la misma asociación fundada por Arturo Reghini en diciembre de 1923» viene explicado su portavoz - que publica la revista Yghíeia. La Asociación cesa de existir oficialmente en 1988 con la muerte de su presidente, Sebastiano Recupero. Uno de los miembros, Roberto Sestito, dará entonces vida a actividades editoriales autónomas, de la revista Ignis (1990-1992). El tema religioso y ritual pagano-romano, sin embargo, a pesar de declaraciones de principio en tales actividades es casi ausente. Otros miembros de la Asociación Pitagórica, como Gennaro D'Uva, hoy por el contrario escriben en La Cittadella y la sostienen, no siendo partes del MTR (Movimiento Tradicional Romano).
El tema de la Tradición Romana ha estado también presente en la revista de la Asociación Senatus de Piero Fenili y Marco Baistrocchi (este último muerto en 1997): "Política Romana" (1994-2004). Publicación de elevado nivel cultural, es considerada por muchos una revista romano-pagana, pitagórica y "reghiniana". 
Entre los muchos grupos, uno de los más conocidos es el MTR Movimiento Tradicional Romano (en italiano: Movimento Tradizionale Romano). Concebida en torno a la revista La Cittadella a mitad de los años ochenta de Salvatore Ruta (Arx di Mesina), Renato del Ponte (revista Arthos de Génova) y Roberto Incardona (Centro Estudios Tradicionales de Trabia, provincia Palermo) esta realidad tiene su perfil específico cultural y religioso. El MTR se refiere ritualmente a los solos cultos de la romanidad con un interés metafísico hacia el neoplatonismo. Organizativamente está organizado en grupos teniendo como cabecilla un pater que convergen en una Curia Romana Patrum, los cuales eligen anualmente un Magister (Princeps) y un Promagister guías espirituales del movimiento entero. En 2001 La Cittadella, bajo la dirección de Sandro Consolato, es oficialmente revista del MTR, pero siendo abierta a contribuciones de varias procedencias. MTR y La Cittadella están presentes en internet.
En los años 2000, la Associazione Tradizionale Pietas se ha dedicado a la reconstrucción de varios templos en toda Italia y ha iniciado el proceso legal para obtener el reconocimiento del Estado, inspirándose en organizaciones similares en otros países europeos, como las asociaciones Thyrsus y YSEE en Grecia. El 30 de junio de 2023, Pietas participó en la reunión de la ECER, donde delegaciones de asociaciones provenientes de 17 naciones redactaron y firmaron la Declaración de Riga, con el objetivo de instar a los gobiernos de diversas organizaciones a reconocer las religiones étnicas europeas. Además, desde el inicio del nuevo milenio, algunos grupos han vuelto a realizar rituales públicos, como el rito en el día del Parilia 
Otra realidad romano-pagana significativa desde el punto de vista público es la Associazione Romània Quirites, guiada por Loris Viola y con sede en Forlì. Nacida a inicios de los años noventa y participantes de la fundación ritual del MTR en 1992, se hizo autónoma a partir de 1998 por divergencias ideológico-organizativa.
En cuanto al ámbito hispánico, desde la década de 2010 a la actualidad destacan dos comunidades: Cultus Deorum, fundada en Costa Rica en 2011, con cerca de una decena de miembros, e Hispania Mare Nostrum, está última nacida en Hispania en 2021. 
Ambas se hallan en comunicación y trabajando por el conocimiento del politeísmo romano.